# Gijs van Lennep
Jonkheer Gijsbert „Gijs“ van Lennep (* 16. März 1942 in Aerdenhout) ist ein ehemaliger niederländischer Automobilrennfahrer. Er entstammte dem Geschlecht Van Lennep.

## Karriere

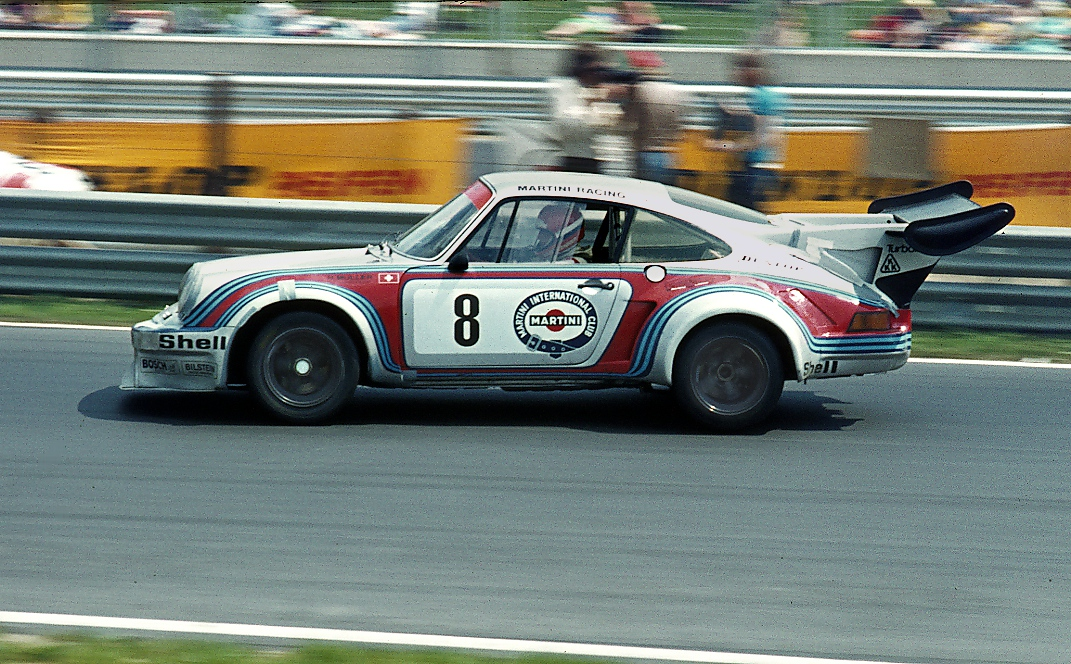
Gijs van Lennep im Porsche RSR Turbo beim 1000-km-Rennen auf dem Nürburgring 1974

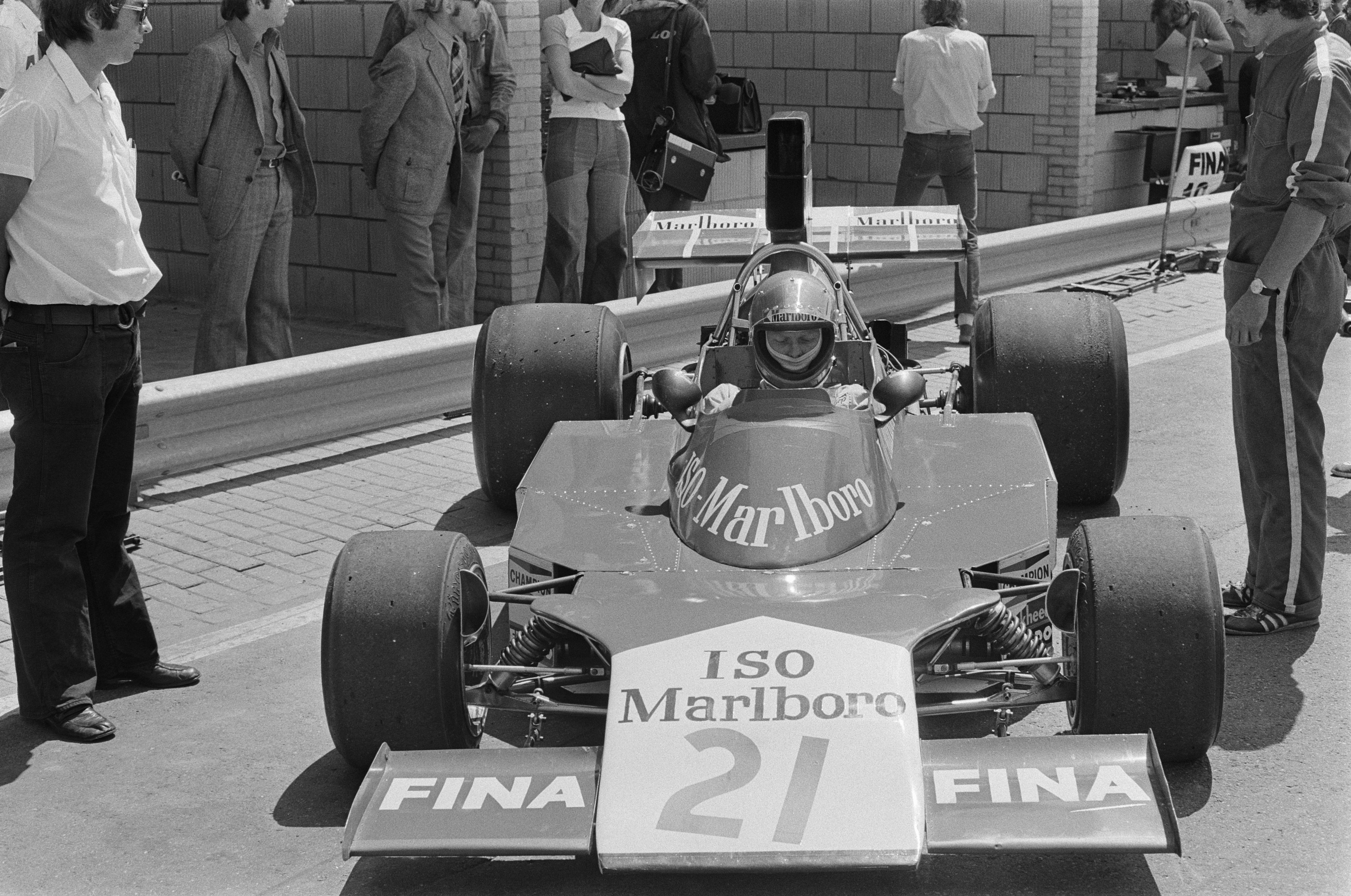
Gijs van Lennep im Iso-Marlboro FW03 beim Großen Preis der Niederlande 1974

Sein erstes Rennen fuhr der Adelige Jonkheer Gijsbert van Lennep 1958 auf einem VW. Im Laufe seiner Karriere kam er zur Formel V sowie mit DAF zur Formel 3 und zählte später im Porsche Carrera 6 zu den schnellsten Piloten seines Landes. 1970 fuhr er für das finnische Wihuri-Team einen Porsche 917. In jenem Jahr gewann er auch den Porsche-Cup als bester Porsche-Privatfahrer. 1971 siegte er zusammen mit dem Österreicher Helmut Marko im 24-Stunden-Rennen von Le Mans, ebenfalls im Porsche 917. Bis zum 24-Stunden-Rennen 2010 hielten Marko und van Lennep dort den Distanzrekord. Sie fuhren in 24 Stunden 5335,313 km. 2010 kam der siegreiche Audi R15 TDI von Mike Rockenfeller, Timo Bernhard und Romain Dumas 75 Kilometer weiter. Bei der Targa Florio belegte er den zweiten Platz. 1973 gewann er dieses Rennen zusammen mit Herbert Müller (Schweiz) auf einem Porsche Carrera RSR.
Außer in der Markenweltmeisterschaft startete van Lennep in der Interserie.
Sein Formel-1-Debüt gab van Lennep beim Großen Preis der Niederlande 1971 für das Team Stichting Autoraces Nederland. Dieses Rennen blieb sein einziger Start in der Saison 1971. 1973 und 1974 startete er insgesamt viermal für das Team Frank Williams Racing Cars, das in dieser Zeit Rennwagen der Marke Iso Rivolta einsetzte, und in der Saison 1975 dreimal für Ensign. Dabei waren seine besten Platzierungen jeweils ein sechster Platz beim Großen Preis der Niederlande 1973 und beim Großen Preis von Deutschland 1975, sodass er insgesamt zwei WM-Punkte in seiner Formel-1-Karriere erreichen konnte.
1972 gewann van Lennep die Europäische Formel-5000-Meisterschaft.
Als seinen größten Erfolg erachtete Gijs van Lennep den erneuten Sieg bei den 24 Stunden von Le Mans 1976, dieses Mal zusammen mit Jacky Ickx in einem Porsche 936 Spyder. 1974 stand er ein drittes Mal in Le Mans auf dem Podium der ersten Drei. Mit Partner Herbert Müller pilotierte er einen Porsche 911 Carrera RSR an die zweite Stelle der Gesamtwertung. Ein Jahr  später erreichte er, wieder mit dem Schweizer als Partner, den vierten Rang. 1972 war sein schwärzestes Rennen an der Sarthe, als sein Teamkollege Joakim Bonnier in der Nacht nach einer Kollision tödlich verunglückte. Ende 1976 trat er offiziell vom Rennsport zurück.
Gijsbert van Lennep hat zwei Brüder, die ebenfalls Automobilsportler waren, David van Lennep und Hugo van Lennep. Gerard van Lennep, ein Cousin, war vorzugsweise als Rallyefahrer aktiv, trotzdem aber 1966 und 1967 Niederländischer Staatsmeister als Rennfahrer der Klasse bis 850 cm³ mit einem Steyr-Puch.

## Statistik

### Le-Mans-Ergebnisse
| Jahr | Team                        | Fahrzeug            | Teamkollege      | Teamkollege    | Teamkollege | Platzierung            | Ausfallgrund |
| ---- | --------------------------- | ------------------- | ---------------- | -------------- | ----------- | ---------------------- | ------------ |
| 1970 | AAW Racing with David Piper | Porsche 917K        | David Piper      |                |             | Ausfall                | Unfall       |
| 1971 | Martini Racing Team         | Porsche 917K        | Helmut Marko     |                |             | Gesamtsieg             |              |
| 1972 | Ecurie Bonnier Switzerland  | Lola T280           | Gérard Larrousse | Joakim Bonnier |             | Ausfall                | Unfall       |
| 1973 | Martini Racing Team         | Porsche Carrera RSR | Herbert Müller   |                |             | Rang 4                 |              |
| 1974 | Martini Racing Team         | Porsche Carrera RSR | Herbert Müller   |                |             | Rang 2                 |              |
| 1975 | Gelo Racing Team            | Porsche Carrera RSR | J. Fitzpatrick   | M. Schurti     | T. Hezemans | Rang 5 und Klassensieg |              |
| 1976 | Martini Racing Porsche      | Porsche 936         | Jacky Ickx       |                |             | Gesamtsieg             |              |

### Sebring-Ergebnisse
| Jahr | Team                         | Fahrzeug       | Teamkollege | Teamkollege    | Platzierung | Ausfallgrund |
| ---- | ---------------------------- | -------------- | ----------- | -------------- | ----------- | ------------ |
| 1967 | Porsche Auto                 | Porsche 906    | Udo Schütz  | Rolf Stommelen | Ausfall     | Unfall       |
| 1970 | Racing Team AAW              | Porsche 908/02 | Hans Laine  |                | Ausfall     | Defekt       |
| 1972 | Gulf Research Racing Company | Mirage M6      | Derek Bell  |                | Ausfall     | Differential |

### Einzelergebnisse in der Sportwagen-Weltmeisterschaft
| Saison | Team                                       | Rennwagen                                  | 1   | 2   | 3   | 4   | 5   | 6   | 7   | 8   | 9   | 10  | 11  | 12  | 13  | 14  |
| ------ | ------------------------------------------ | ------------------------------------------ | --- | --- | --- | --- | --- | --- | --- | --- | --- | --- | --- | --- | --- | --- |
| 1966   | Racing Team Holland Ben Pon                | Porsche 906                                | DAY | SEB | MON | TAR | SPA | NÜR | LEM | MUG | CCE | HOK | SIM | NÜR | ZEL |     |
| 1966   | Racing Team Holland Ben Pon                | Porsche 906                                |     |     |     |     | 15  | 7   |     |     |     | DNF |     |     | 6   |     |
| 1967   | Porsche                                    | Porsche 906 Porsche 911                    | DAY | SEB | MON | SPA | TAR | NÜR | LEM | HOK | MUG | BRH | CCE | ZEL | OVI | NÜR |
| 1967   | Porsche                                    | Porsche 906 Porsche 911                    | DNF | DNF |     |     |     |     |     |     | 3   |     |     |     |     |     |
| 1968   | Ben Pon                                    | Porsche 910                                | DAY | SEB | BRH | MON | TAR | NÜR | SPA | WAT | ZEL | LEM |     |     |     |     |
| 1968   | Ben Pon                                    | Porsche 910                                |     |     | DNF | DNF |     |     |     |     |     |     |     |     |     |     |
| 1969   | S.R.T. Holland Alpine Abarth               | Abarth 2000S Alpine A220                   | DAY | SEB | BRH | MON | TAR | SPA | NÜR | LEM | WAT | ZEL |     |     |     |     |
| 1969   | S.R.T. Holland Alpine Abarth               | Abarth 2000S Alpine A220                   |     |     | 23  |     |     | 21  | 39  |     |     |     |     |     |     |     |
| 1970   | Racing Team AAW David Piper Martini Racing | Porsche 908 Porsche 917                    | DAY | SEB | BRH | MON | TAR | SPA | NÜR | LEM | WAT | ZEL |     |     |     |     |
| 1970   | Racing Team AAW David Piper Martini Racing | Porsche 908 Porsche 917                    | DNF | DNF | 4   | 11  | 4   | 5   |     | DNF | 9   |     |     |     |     |     |
| 1971   | Martini Racing Autodelta J. W. Automotive  | Porsche 917 Alfa Romeo Tipo 33 Porsche 908 | BUA | DAY | SEB | BRH | MON | SPA | TAR | NÜR | LEM | ZEL | WAT |     |     |     |
| 1971   | Martini Racing Autodelta J. W. Automotive  | Porsche 917 Alfa Romeo Tipo 33 Porsche 908 | DNF | DNF |     | 9   | DNF | DNF | 2   | 3   | 1   |     | 2   |     |     |     |
| 1972   | Gulf Racing Autodelta Ecurie Bonnier       | Mirage M6 Alfa Romeo Tipo 33 Lola T280     | BUA | DAY | SEB | BRH | MON | SPA | TAR | NÜR | LEM | ZEL | WAT |     |     |     |
| 1972   | Gulf Racing Autodelta Ecurie Bonnier       | Mirage M6 Alfa Romeo Tipo 33 Lola T280     |     |     | DNF | DNF |     | 4   | DNF | 4   | DNF | DNF | DNF |     |     |     |
| 1973   | Porsche                                    | Porsche Carrera RSR                        | DAY | VAL | DIJ | MON | SPA | TAR | NÜR | LEM | ZEL | WAT |     |     |     |     |
| 1973   | Porsche                                    | Porsche Carrera RSR                        |     | 8   | 9   | DNF | 5   | 1   | 5   | 4   | 8   |     |     |     |     |     |
| 1974   | Porsche                                    | Porsche Carrera RSR                        | MON | SPA | NÜR | IMO | LEM | ZEL | WAT | LEC | BRH | KYA |     |     |     |     |
| 1974   | Porsche                                    | Porsche Carrera RSR                        | 5   | 3   | 6   | DNF | 2   | 6   | 2   | 7   | 5   |     |     |     |     |     |
| 1975   | Dannesberger Gelo Racing                   | Porsche 908                                | DAY | MUG | DIJ | MON | SPA | PER | NÜR | ZEL | WAT |     |     |     |     |     |
| 1975   | Dannesberger Gelo Racing                   | Porsche 908                                |     | 3   | 9   | DNF |     |     | DNF |     |     |     |     |     |     |     |
| 1976   | Kannacher Racing                           | Porsche 934                                | MUG | VAL | NÜR | MON | SIL | IMO | NÜR | ZEL | PER | WAT | MOS | DIJ | DIJ | SAL |
| 1976   | Kannacher Racing                           | Porsche 934                                | 5   |     |     |     |     |     |     |     |     |     |     |     |     |     |